# Мойсисович фон Мойшвар, Иоганн Аугуст Георг Эдмунд
Иоганн Аугуст Георг Эдмунд Мойсисович фон Мойшвар (нем. Johann August Edmund Mojsisovics Edler von Mojsvár, по-венгерски: Mojsisovics Ödön; 1839—1897) — австрийский геолог и палеонтолог.

## Биография
В 1862 году основал Австрийское альпийское общество и участвовал в учреждении в 1869 году Германского альпийского общества, которое в 1873 году слилось с первым. В 1891 году он стал членом академии наук в Вене, а в 1892 году был назначен вице-директором Имперского геологического института (Geologische Reichsanstalt).
Вместе с М. Неймайром стал издавать в 1880 года «Beiträge zur Paläontologie Oesterreich-Ungarns und des Orients». Член-корреспондент СПб.АН с 09.12.1888 по физико-математическому отделению (разряд физических наук).

## Труды
- «Die Dolomitriffe von Südtirol und Venetien» (Вена, 1879),
- «Die Cephalopoden der Mediterranen Triasprovinz» (10-й том «Abhandlungen der Geologischen Reichsanstalt», 1882),
- «Das Gebirge um Hallstatt» (6-й том «Adhandluugen», Вена, 1873—75)
- «Arktische Triasfaunen» (в «Записках СПб. акд. наук», 1886);
- его главный труд: «Die Cephalopoden der Hallstätter Kalke» (2 т., с атласом, Вена, 1893).